# Rifugio Città di Mantova

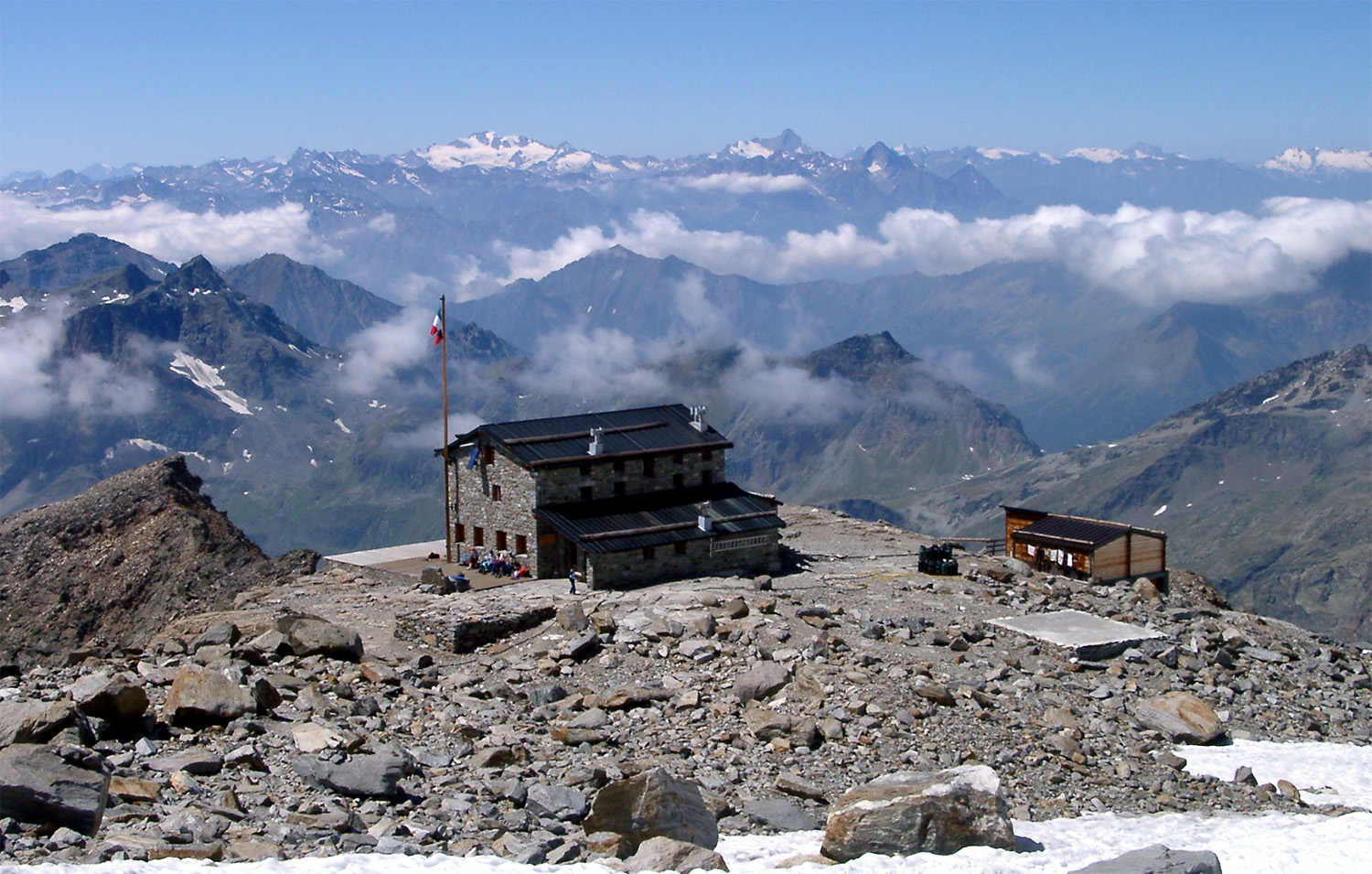
Die Hütte 2007 vor dem Ausbau

Das Rifugio Città di Mantova ist eine Schutzhütte im Aostatal in den Walliser Alpen. Sie liegt in einer Höhe von 3498 m im Seitental Lystal in der Nähe des Gletschers Ghiacciaio del Garstelet innerhalb der Gemeinde Gressoney. Die Hütte wird von Ende März bis Mitte April sowie von Mitte Juni bis Mitte September bewirtschaftet und bietet 80 Bergsteigern Schlafplätze.

## Geschichte
Im Jahr 1974 wurde die Hütte durch den CAI, Sektion Mantova, eingeweiht. Im Jahr 2009 erfuhr die Hütte einen deutlichen Ausbau.

## Zugänge
Man erreicht die Hütte vom Talort Alagna Valsesia mit der Seilbahn bis zum Passo dei Salati. Von dort aus führt der Wanderweg über den Stolemberg und die Punta Indren in ca. zwei Stunden über den Indrengletscher zum Rifugio.
Ein anderer Zugang verläuft von Gressoney-La-Trinité im Lystal über Gabiet, am Hochlicht vorbei zur Schutzhütte, von wo aus man die knapp 150 Meter höher gelegene Gnifetti-Hütte bereits sehen kann.

## Tourenmöglichkeiten

### Übergänge
- Übergang zur Schutzhütte Rifugio Città di Vigevano (2864 m).
- Übergang zur Schutzhütte Rifugio Guglielmina (2880 m).
- Übergang zur Rifugio Quintino Sella (3620 m).
- Übergang zur Monte-Rosa-Hütte (2883 m).

### Gipfeltouren
Folgende Gipfel können von der Hütte erreicht werden:
- Balmenhorn (4167 m), über das Bivacco Felice Giordano
- Schwarzhorn (4322 m)
- Ludwigshöhe (4341 m)
- Lyskamm Orientale (4532 m)
- Vincent-Pyramide (4215 m)
- Dufourspitze (4634 m)
- Punta Giordani (4046 m)
- Signalkuppe (4554 m), zusammen mit der Capanna Regina Margherita
- Parrotspitze (4434 m)
- Zumsteinspitze (4563 m)